# AMSAT
AMSAT est le nom d'une organisation mondiale de radioamateurs dont le but est de concevoir, construire et maintenir des satellites expérimentaux radioamateurs (en) et de promouvoir l'éducation spatiale.
AMSAT est présent dans plus de vingt pays, dont l'Amérique du Nord (AMSAT-NA, pour North America), AMSAT Deutschland en Allemagne, JAMSAT au Japon, AMSAT-India, AMSAT-United Kingdom, AMSAT-I, AMSAT-CT, AMSAT-NL, AMSAT-Francophone (anciennement AMSAT-France) ou AMSAT-Brazil.

## Compléments